# 奥凯电缆
陕西奥凯电缆有限公司，简称奥凯电缆，是一家总部位于中华人民共和国陕西省杨凌示范区（咸阳市杨陵区）的电缆生产企业，于2012年11月成立，2014年开始生产电缆。奥凯电缆所生产的电缆曾中标西安地铁、成都地铁、合肥轨道交通以及部分中国高铁项目，但该公司曾多次因“生产、销售不符合国家标准的电力电缆”而被处罚。而在2017年发生的西安地铁3号线使用问题电缆事件更是将奥凯电缆推到舆论的风口浪尖。

## 历史
陕西奥凯电缆有限公司成立于2012年11月27日，该公司成立时注册资本为5030万元（人民币，下同），但实收资本只有1010万元，直到2013年7月二人才缴足注册资本。截至2017年3月，该公司的注册资本为1.568亿元。该公司成立时，股东为两个自然人刘秀芬和高菲，根据身份信息，两人的住址均位于河北省。2015年12月，奥凯电缆公司股权结构发生变化，股东刘秀芬和高菲将其所持部分股权转给了王志伟，公司股东变成了刘秀芬（18.46%）、高菲（10.43%）、王志伟（71.11%）3人持股的情形，同时公司的执行董事兼总经理变更为王志伟。有知情人士透露，刘秀芬和王志伟系夫妻关系，高菲为其外甥女。

## 法人
奥凯电缆公司的现任法人代表王志伟，为河北省河间市故仙乡王王士由村人，根据他的公开简历，他的学历信息显示为“工商管理硕士”，而妻子刘秀芬也被爆曾是新华电缆的员工。不过据记者调查的消息，王志伟的学历为初中毕业，在进入奥凯电缆工作前，他于1991年12月至1994年3月曾在新华线缆集团打工，从事销售业务，没有技术背景；而妻子刘秀芬则毫无电缆行业的从业经历，也从来不是新华电缆的员工。2003年，王志伟与刘秀芬一起离开当地，前往陕西打工，仍然做电缆销售。至查处前，该公司共有员工83人，其中高级工程师2名、工程师5人、各类工作人员46人，生产车间30多人，员工基本来自河北，还有一些是杨凌当地招聘的学徒工。公司厂房车间总面积约8000余平方米。

## 业务范围
该公司成立初期，只进行电缆销售，直至2014年8月15日开始生产各类工业及民用电缆、特种专业电缆，产品包括电力电缆、控制电缆、轨道交通专用电缆等，拥有生产许可证、3C认证、质量管理体系认证和环境管理体系认证。2015年4月被西安地铁3号线一期工程车站设备安装及装修工程施工项目的施工单位确定为乙供关键材料供应商之一，而西安地铁3号线电缆项目也是公司所签约的第一份订单。据一位原西安电缆行业的从业人员表示，奥凯虽不是大公司，但以低价出名，其报价通常比其它电缆公司的价格要低，只能用偷工减料的伪劣产品来获利。經記者調查，由于这一原因，奧凱電纜公司曾在2015年11月9日、2016年1月25日及2016年2月22日被西安市質監局以「生產銷售不符合國家標準的電力電纜，銷售偽造產品質量證明的電力電纜，以及銷售不符合國家標準的電力電纜」的理由處以行政處罰。有爆料人称，在西安地铁3号线施工电缆安装期间，西安市质量技术监督局多次对3号线电缆进行抽检，抽检结果均为不合格产品。但是王志伟利用人脉关系多次给质监局行贿，将抽检结果修改为合格产品。2015年12月30日，奥凯电缆擁有的“五胜”商标被陕西省工商行政管理局认定为陕西省著名商标。然而根据陕西省出台的著名商标认定规定，申请陕西省著名商标时，应经国家工商行政管理局核准注册三年以上，且必须是连续使用三年以上。而“五胜”商标在2013年9月份申请注册，2015年2月16日才完成了商标注册申请，显然不符合申请条件。
在拿下西安地铁3号线订单的8个月之后，王志伟成为了公司法人代表。而在拿下该订单3个月后，奥凯公司股东王志伟、刘秀芬、高菲，将所持股权全部质押给杨凌农科融资担保有限公司，共获得担保债权数额3000万元，同时该公司还做了动产抵押，获得担保债权1000万元。

## 主要客户及中标情况
根据奥凯电缆官网显示，该公司是铁道部物资招标采购入围企业，包括中铁集团、中交集团、大唐电力等均为公司的主要客户。据媒体调查，在2016年，奥凯公司与56家公司有业务往来，且以“中字头”企业为主，中铁一局电务工程有限公司、中铁四局集团机电设备安装有限公司、中铁电气化局集团西安电气化工程有限公司、中国电力股份有限公司、中铁十二局集团建设安装工程有限公司、中交二公局电务工程有限公司、中国水电第七工程局等均与该公司有密切业务来往。该公司曾中標部分中华人民共和国高速铁路項目，涉及线路包括寶蘭客運專線、西成客運專線、渝黔客運專線和蘭渝客運專線。在城市轨道领域，除西安地铁3号线外，奥凯公司也与成都地鐵、合肥地鐵1號線签约订单。

## 丑闻
2017年3月，一名自稱為奥凯电缆公司員工的網友在網路論壇發文《西安地铁你们还敢坐吗》，举报西安地鐵3號線所用电缆供应商奥凯电缆公司为“一家不符合国家标准的小作坊”，电缆全部为偷工减料，以次充好，各项生产指标都不符合地铁施工标准，随后西安市人民政府方面在經過初步調查後发现，涉事電纜為3號線低壓配電電纜，並不涉及列車牽引供電系統。回应中还表示抽样送国家指定权威机构检测，检测结果将第一时间向社会公布。
3月20日，初步檢驗結果出爐：經過國家電線電纜監督檢驗中心檢測，5份樣品全部不合格。西安市方面表示，雖然不合格電纜不影響行車安全，但地鐵將在最短時間內對不合格電纜進行更換。而中共西安市委常委、市纪委书记杨鑫表示，奧凱電纜公司的8名相關人員已經被警方控制，生產場所與帳目也都已經被封存。

## 结业
2017年3月23日，陕西省工商局根据《陕西省著名商标认定与管理暂行规定》有关规定，决定撤销陕西奥凯电缆有限公司“五胜”商标的“陕西省著名商标”称号。3月25日，杨陵区人民法院依申请，对陕西奥凯电缆有限公司名下的200万存款进行冻结，同时查封了原材料及4部车辆等，同时对被申请人王志伟、刘秀芬之子王某在西安市雁塔区名下房产予以查封。
事件发生后，奥凯电缆公司的一些河北籍员工已经将行李打包快递寄回家，而一些杨凌周边的员工已经回到家中。